# 嵐山公園 (北海道)

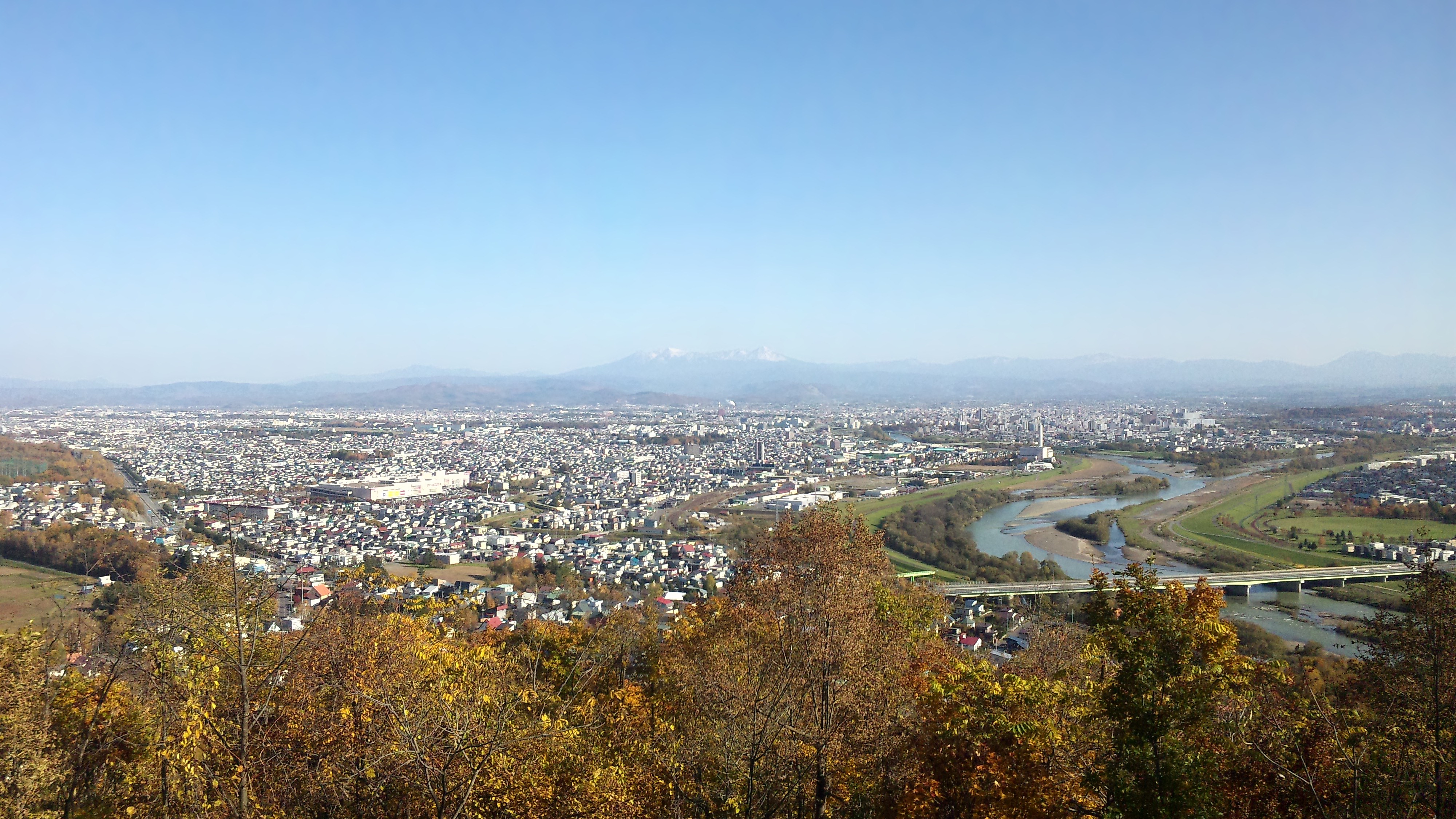
嵐山展望台から見た旭川（2016年10月）

嵐山公園（あらしやまこうえん）は、北海道旭川市から上川郡鷹栖町にかけてある公園。明治期に開拓使が視察した際に、京都の嵐山に似ていることから名づけたとされている。「嵐山と嵐山からの眺望」は旭川八景に選定。

## 歴史
1957年（昭和32年）に旭川営林局（現在の上川中部森林管理署）所管の国有林を無償貸与を受ける。水源涵養保安林、風致保安林（保安林）指定地区であるため樹林の保存と市民のレクリエーションの場として整備し、1965年（昭和40年）に風致公園として開園した。1972年（昭和47年）に営林局が北邦野草園を開園し（1998年に旭川市の所管となる）、旭川市博物館分館としてアイヌ文化の森・伝承のコタンがオープン。1989年（平成元年）に日本国内で初の民営ビジターセンターとなる旭川嵐山ビジターセンターが開設。2006年（平成18年）にはアイヌ文化の森・伝承のコタン資料館と北邦野草園管理事務所が統合した嵐山公園センターがオープンした。

## 施設
- 青少年広場
- 休憩所
- 嵐山公園センター
- アイヌ文化の森・伝承のコタン[3]
- 北邦野草園
- ジャンプ台（ノーマルヒル・スモールヒル）

- 嵐山展望台

## 碑・彫刻
- 近文山国見の碑
- クーチンコロ顕彰碑
- 嵐山歌碑（酒井広治歌碑）
- 松井梅太郎顕彰碑

## 参考資料
- “旭川市都市公園条例”. 旭川市例規類集.  旭川市. 2016年12月1日閲覧。
- “旭川市都市公園条例施行規則”. 旭川市例規類集.   旭川市. 2016年12月1日閲覧。
- “嵐山・神居自然休養林”.  北海道森林管理局. 2015年9月8日閲覧。